# Франсіско Хав'єр Сальдуа
Франсіско Хав'єр Мартінес де Сальдуа-і-Расінес (ісп. Francisco Javier Martínez de Zaldúa y Racines; 3 грудня 1811 — 21 грудня 1882) — колумбійський правник і політик, президент Сполучених Штатів Колумбії від квітня до грудня 1882 року.

## Біографія
Народився 1811 року в Боготі. Його батько був заможним і впливовим аристократом у Новій Гранаді. Втім він пожертвував більшість своїх статків на боротьбу генерала Антоніо Наріньйо за незалежність. Після відновлення іспанської влади в Новій Гранаді батько Франсіско Сальдуа зазнав серцевого нападу й помер.
Сальдуа вивчав право й теологію Коледжі святого Варфоломія, здобувши ступені з юриспруденції та богослов'я.
Від 1837 працював професором цивільного й канонічного права, згодом став суддею, зрештою отримавши пост у Верховному суді. Політична кар'єра Сальдуа почалась із обранням до міської ради Боготи. 1840 року він став депутатом Конгресу, а пізніше — Сенату. За президентства Хосе Іларіо Лопеса займав пост міністра уряду. В лютому 1863 року як голова законодавчої влади на шість днів де-факто став президентом Сполучених Штатів Колумбії, коли Томас Сіпріано де Москера передав виконавчу владу колективному органу, обраному Радою міністрів.
Також Сальдуа обіймав посаду голови Конвенції Ріонегро, установчих зборів, завданням яких було створення держави Сполучені Штати Колумбії.
1881 Сальдуа було висунуто на пост президента країни від Ліберальної партії. На момент його обрання головою держави йому було вже за 70 років. Офіційно вступив на посаду 1 квітня 1882 року. Став першим президентом Колумбії, який помер під час перебування на посаді (21 грудня 1882 року). Після його смерті державу тимчасово очолив Клімако Кальдерон.